# Paix et Amour
Paix et Amour est un téléfilm de Laurence Ferreira Barbosa réalisé pour la chaîne de télévision Arte dans la collection Tous les garçons et les filles de leur âge. Il est diffusé pour la première fois sur la chaîne franco-allemande le 18 novembre 1994. Tourné parmi les derniers de la série par une réalisatrice qui n'a à l'époque réalisé qu'un seul long métrage, ce téléfilm traite du milieu des années 1970. Il est plus ancré dans l'époque qu'il narre que d'autres téléfilms de cette collection sur la jeunesse, et cherche à parler de l'adolescence comme d'une période difficile, sans l'idéaliser.

## Synopsis
1975, Nice. Fabio, un lycéen, rève de révolution. Il devient ami avec Alain, passionné par la philosophie. Mais, poussé par son idée de révolte, Fabio entraine Alain vers des actes terroristes.

## Fiche technique
- Scénario : Stéphane Touitou et Laurence Ferreira Barbosa
- Image : Antoine Héberlé
- Montage : Yann Dedet et Nathalie Hubert
- Son : Hervé Chauvel
- Producteurs : Yannick Casanova, Élisabeth Deviosse, Françoise Guglielmi
- Durée : 64 minutes
- Date de diffusion : 18 novembre 1994 sur Arte

## Distribution
- Emmanuel Mari : Fabio
- Gil Novi : Alain
- Jackie Berroyer : Le prof de philo
- Richard Cairaschi :
- Émilie Ben Guigi : Laetitia
- Yvonne Kerouedan : Irene
- Marianne Papasseudi : Odile

## Production

### Genèse et scénario
La collection Tous les garçons et les filles de leur âge, commanditée par la chaîne franco-allemande Arte, est une série de neuf téléfilms diffusée en 1994. Le cahier des charges de la série demande de réaliser un film sur l'adolescence, dans une période laissée au choix du réalisateur entre les années 1960 et les années 1990 en utilisant la musique rock de l'époque, en évoquant le contexte politique et en incluant au moins une scène de fête. Chaque film doit durer environ une heure et dispose d'un budget d'environ 5 millions de francs, le tournage (en super 16) ne devant pas excéder 25 jours. 
Paix et Amour constitue le cinquième téléfilm de la série et traite la période du milieu des années 1970. Il vient après La Page blanche d'Olivier Assayas (sorti en salle sous le titre L'Eau froide) qui se déroule au début des années 1970 et avant Travolta et moi de Patricia Mazuy, qui se passe dans la fin des années 1970. Laurence Ferreira Barbosa n'arrive que la fabrication de la série est déjà assez avancé. Elle peut voir le film de Cédric Kahn et lire les résumés de plusieurs des autres avant d'écrire le sien, devant le mener à bien entièrement en cinq mois, de l'écriture à la post-production. Elle choisit de situer l'histoire près de Nice, à Antibes, où elle a vécu son adolescence mais elle prend pour personnages principaux deux garçons, en opposition à son premier long métrage, Les gens normaux n'ont rien d'exceptionnel qui avait pour personnage principal une femme. Il ne s'agit pas d'une histoire autobiographique, même si elle concède qu'il y a des ressemblances entre elle et le personnage d'Alain notamment l'émerveillement provoqué par la découverte de la philosophie en classe de terminale. Le personnage de Fabio, qui s'intéresse à l'histoire et à la politique, est plus proche de son scénariste Stéphane Touitou. Laurence Ferreira Barbosa souhaitait, contrairement à la plupart des films de la série, faire sentir dans Paix et Amour l'aspect politique qu'avait pu avoir l'époque de son adolescence. Elle n'était pas elle-même militante à l'époque mais déclare que sa génération avait une certaine conscience politique dont elle a voulu rendre compte dans ce film. Elle a aussi souhaité éviter une reconstitution trop nostalgique des années 1970, afin d'éviter la « dérision » souvent à l'œuvre quand on parle de cette période.

### Tournage
Le téléfilm est tourné en mai 1994, c'est l'avant-dernier à être réalisé (US Go Home de Claire Denis sera tourné le mois suivant). Il semble que sa réalisation a été agréable : selon la réalisatrice faire un film sur des adolescents se déroulant lorsqu'elle était elle-même adolescente est « facile et plaisant. » Le premier film de cette jeune réalisatrice ayant eu aussi un petit budget, elle ne se sent pas entravée par la contrainte financière imposée à ce téléfilm qui est pour elle « un film à part entière. » Elle concède qu'elle n'aurait pas fait ce film s'il ne lui avait été commandé, mais elle trouve que c'est un film qui lui ressemble : « j'ai fait un second film pour la télévision, et voilà. » Une grande liberté artistique compense les contraintes de la série, les cinéastes étant totalement libres de faire le film qu'ils désirent.

### Casting
Lors du casting la réalisatrice a rencontré beaucoup d'adolescents. Elle s'est rendu compte que l'histoire qu'elle raconte ne pourrait arriver dans les années 1990, car pour la plupart il leur était difficile de comprendre les motivations des personnages, en particulier du point de vue politique.

## Accueil critique
Télérama met au film ce qui est à l'époque sa meilleure note : TT. Le critique remarque cette œuvre est nettement moins atemporelle que d'autres téléfilms de la collection, « ancré au cœur de l’année 1975 » par ses décors et ses costumes mais aussi parce que le film aborde les aspects politiques et sociaux de l'époque. Le fait d'évoquer des événements politiques de l'époque (procès de la Bande à Baader, manifestations contre la loi Haby...) permet aux personnages de « gagner en profondeur ». L'article vante la « justesse » du film et le fait qu'il ne soit pas concentré sur la crise d'adolescence de ses héros mais qu'il sache retranscrire la révolte des jeunes de cette époque. Cette justesse est aussi louée par L'Humanité qui apprécie aussi la manière qu'a le téléfilm de rendre l'époque « par petites touches » tout comme le fait que les scènes musicales imposées par la commande d'Arte ne sont pas étirées en longueur comme dans d'autres épisodes de cette collection.
À l'inverse, les Cahiers du cinéma sont assez négatifs envers le film. Si le critique juge qu'il a « un sujet fort » (le fait de se construire contre son milieu et son environnement), il trouve que Paix et Amour n'est pas assez risqué, trop sage, répondant facilement à la commande .
Dans la presse télévisuelle Télé poche comme Télé Star apprécient beaucoup le film et lui attribuent leur meilleure note possible (trois étoiles pour le premier, TT pour le second). Télé poche trouve le film « drôle et émouvant » bien « [qu']un peu bavard » tandis que Télé Star loue la « grande sensibilité » de la réalisatrice et la qualité de ses acteurs. Télé 7 jours donne au film la note de 7 (sa note maximale possible 777). 

## Analyse
Comme la plupart des téléfilms de cette série Paix et Amour comporte l'idée que l'adolescence est une période douloureuse. La réalisatrice estime que l'adolescence est un âge « que l'on est plutôt content de quitter » et que ce n'est que par la suite qu'on l'idéalise, gagné par la nostalgie. Son film évoque l'idée du suicide. Elle ne souhaitait surtout pas en mettre un en scène scène, mais il lui semble logique d'aborder ce sujet, puisque Paix et Amour parle de révolte et que, poussé à la limite, cette idée peut être liée à celle du suicide.